# Когурјо
Когурјо, краљевство у северној Кореји током периода Три краљевине (4. век — 668).

## Историја и култура

### Позадина
У 4. веку, народ Кореје је предузео важне кораке ка политичкој консолидацији, формирајући три велика краљевства и посебну лигу мањих држава. Почетком века, северном Корејом су и даље доминирале кинеске команде, али 313. године, када је западни Чин био пред колапсом, севернокорејска држава Когурјо у успону је освојила кинеске колоније Таи-фанг и Ло-ланг. Кинези који су живели у овим командама били су насукани у Кореји, а многи су се венчали са Корејанцима. Неко време, старе команде нису биле потпуно апсорбоване од стране државе Когурјо, већ су остале као расадник кинеске културе. У јужној Кореји су настала два краљевства, Сила и Пекче. Мале државе у региону којим доминирају племена Самхан формирале су федерацију Каја, која је одржавала блиске односе са Јапанцима.

### Когурјо
Најстарије од три корејска краљевства, Когурјо, црпило је своју снагу из два извора: усвајања кинеске културе и метода управљања и прихватања техника коњичке борбе од номадских племена североисточне Азије. Држава Когурјо је била заснована на војном савезу који су у 3. веку формирала племена у сливу реке Јалу. Когурјо армије су брзо јачале и прошириле своју област контроле. Извештај о династији Чин у кинеској историји бележи Когурјоове сукобе са Ранијим Јеном (режимом који је успоставио народ Хсиен-пеи који је контролисао полуострво Љаодонг), царством Веи, државама Самхан на југу Кореје, и самим Западним Чином.
Године 313, за време владавине краља Ми Чона, Когурјо снаге су извршиле инвазију на кинеске команде Ло-ланг и Таи-фанг. Иако је Когурјо у почетку био победник, сукоби са Јеном и Пекчеом су довели до војне катастрофе средином 4. века. Према кинеским изворима, јенске армије су напале престоницу Когурјоа Хвандо-сонг 342. године и спалиле палату до темеља, оскрнавиле Ми Чонов гроб и заробиле краљеву мајку, краљицу и педесет хиљада других. Сам краљ Когурјоа је убијен 371. током инвазије Пекчеа.
Когурјови губици указали су на његову потребу да реорганизује и своју војску и своју политичку структуру. Под краљем Сосуримом (р. 371—84), Когурјо је усвојио облике владе у кинеском стилу и друге елементе кинеске културе, укључујући будизам. Основан је универзитет; Проглашени су закони у кинеском стилу; а до 393. године је подигнуто девет будистичких манастира у области Пјонгјанга. Краљ ратник Кванггето (р. 391—413) је проширио Когурјоову територију на север и на исток, узимајући делове Манџурије и полуострва  Љаодонг, и одбио савез Пекчеа и јапанских трупа које су претиле Когурјовој јужној граници. Кванггетоов наследник Чангсу (р. 413—91) је појачао стисак на бивше кинеске команде, делом отварањем дипломатских односа са источним Чином. Чангсу је 413. године послао изасланика на двор Источног Чина, који га је формално одредио за „владара Ло-ланга." Признање Когурјоовог суверенитета над Ло-лангом од стране Источног Чина приморало је Кинезе који су тамо живели да се потчине власти Когурјоа 427. Чангсу је додатно пооштрио своју контролу над овим подручјем. премештањем своје престонице из слива реке Јалу у старо седиште владе Ло-ланга (данашњи Пјонгјанг).
Касније у својој дугој владавини, Чангсу је успоставио односе и са северним и јужним кинеским дворовима. Ове везе су олакшале консолидацију државе Когурјо и ширење моћи Когурја. Године 475. снаге Когуриоа заузеле су главни град Паекчеа Хансонг (који се налази у садашњој области Квангџу, провинција Кјонгги) и убиле краља Пекчеа. До тада је Чангсуов Когурјо постао велико краљевство, обухватајући стара упоришта кинеске културе у Љаодонгу, Лолангу и Таи-фангу и протежући се ка југу до долине реке Хан.
Синификација Кореје је убрзана дуготрајним кинеским утицајем у бившим командама у Таи-фангу и Ло-лангу. На пример, Когурјо је усвојио кинеску праксу да користи имена епоха (погодна имена додељена периодима у оквиру владавине монарха), иако је на крају усвојила своја имена епохе. Цреп са натписом "Велики Чин Јуан-хсинг" (403—5, у време владавине цара Ан-ти из источног Чина) пронађени су на остацима села ограђеног земљаним бедемон у јужном Пјонгјангу, где је седиште највероватније налазило седиште Лоланга. Чак и након што је команда дошла под Когурјоову контролу, задржала је одређену аутономију: црепови пронађени у Ло-лангу и Таи-фангу указују на то да су људи тамо користили имена из кинеске ере све до 427. године, када је краљ Когурјоа Чангсу преместио своју престоницу у област Пјонгјанг.